# Das Penthouse
Das Penthouse ist ein britischer Thriller aus dem Jahre 1967 von Peter Collinson, der hier mit einem „klaustrophobischen Fünf-Personen-Thriller … als Kinofilm-Regisseur debütierte“. Gestaltet nach dem Bühnenstück The Meter Man (1964) von Scott Forbes wurde die bis dahin lediglich in Nebenrollen eingesetzte Suzy Kendall als die „von zwei Fremden terrorisierte Geliebte eines erheblich älteren Mannes … schlagartig bekannt.“

## Handlung
Der ebenso unglücklich verheiratete wie arrivierte Immobilienmakler Bruce Victor hat eine Affäre mit der deutlich jüngeren Barbara Willason, die sich in ihrer Naivität erhofft, dass sich Bruce ihr zuliebe von seiner Noch-Gattin scheiden lassen wird. Für Bruce ist die hübsche Geliebte lediglich ein netter Zeitvertreib, den er jedoch keinesfalls öffentlich machen will. Beider Liebesnest ist ein modernes, schickes und möbliertes Penthouse, das die Barbara und Bruce regelmäßig nutzen, das aber seiner Firma gehört. Bruce legt viel Wert darauf, dass niemand von ihnen beiden als Paar erfährt.
Eines Morgens tauchen während ihrer Anwesenheit zwei junge Männer auf, die anfänglich wenig bedrohlich erscheinen, sich aber bald als ziemlich aufdringliche und sadistische Typen erweisen. Sie nennen sich Tom und Dick und behaupten, den Zählerstand eines technischen Gerätes im Penthouse ablesen zu müssen. Die arglose Barbara lässt sie herein, und bald übernehmen die üblen Kerle die Kontrolle über die Penthouse-Bewohner: Bruce wird mit Tapeband an einen Stuhl gefesselt und Barbara mit Alkohol und anderen Drogen vollgepumpt. Anfänglich scheint sie im halb benebelten Zustand an dieser wilde Orgie noch Spaß zu haben, dann aber machen sich Tom und Dick über Barbara her und vergewaltigen sie mehrfach.
Als Tom und Dick wieder aufbrechen wollen, überlegen Bruce und Barbara fieberhaft, wie sie bei der Polizei Anzeige machen können, ohne dass ihre Affäre auffliegt und Bruces Ehefrau Wind davon bekommt. Die beiden Überfallopfer glauben, dass ihr Martyrium endlich überstanden ist, als sich zu Tom und Dick auch noch eine gewisse Harry gesellt, die behauptet, die Bewährungshelferin der beiden Strolche zu sein. Doch die junge Frau erweist sich als noch schlimmer als die beiden Kumpane, und nun wird auch Barbara, Rücken an Rücken mit Bruce, gefesselt, und die Drangsalierungen werden an beiden Überfallopfern verschärft fortgesetzt, um letztlich die wahre, schäbige Natur von deren Liebschaft bloßzulegen …

## Produktionsnotizen
Das Penthouse entstand in den Londoner Twickenham Studios wurde am 29. September 1967 in London uraufgeführt. In Deutschland lief der Film am 21. Dezember desselben Jahres an. Es existieren von diesem Film sowohl eine Schwarzweiß- als auch eine Farbversion.
Guido Coen und Michael Klinger übernahmen die Herstellungsleitung. Die Filmbauten wurden von Peter Mullins entworfen.

## Wissenswertes
Nahezu zeitgleich entstand in Hollywood mit Warte, bis es dunkel ist ein thematisch nicht ganz unähnlicher Film, in dem eine junge Frau (hier: Audrey Hepburn) von mehreren Männern in ihren eigenen vier Wänden bedrängt und drangsaliert wird.
Eine deutlich brutalere Variation des in Das Penthouse gezeigten Themas entwickelte 1997 der österreichische Regisseur Michael Haneke mit Funny Games.

## Synchronisation
| Rolle            | Darsteller      | Synchronsprecher |
| ---------------- | --------------- | ---------------- |
| Barbara Willason | Suzy Kendall    | Renate Küster    |
| Bruce Victor     | Terence Morgan  | Heinz Petruo     |
| Tom              | Tom Beckley     | Jürgen Thormann  |
| Harry            | Martine Beswick | Gisela Peltzer   |

## Kritiken
Der Film wurde von der Kritik höchst unterschiedlich bewertet, von lobend bis zutiefst angewidert. Nachfolgend einige Beispiele:
Roger Ebert fand lobende Worte für Das Penthouse: „Dies ist kein böser Film und es ist auch kein Beispiel für die Pornografie der Gewalt oder zumindest kein gutes Beispiel. (…) "The Penthouse" ist ganz einfach ein ziemlich guter Schocker. (…) "The Penthouse" ist nicht in derselben Klasse wie "Psycho" (1960) aber in derselben Schule.“
Dem widersprach das Monthly Film Bulletin. Deren Rezensent dekretierte hart: Der Film sei „Pornografie in Pinters Gewand“.
Der Movie & Video Guide nannte die Geschichte einfach nur „schrecklich“.
Im Lexikon des Internationalen Films heißt es: „Filmisch wenig einfallsreicher Thriller, dessen allegorische Geschichte sich als Kritik an der doppelbödigen bürgerlichen Moral verstehen läßt.“
Halliwell’s Film Guide fand, der Film sei ein „durch und durch widerwärtiges und unsympathisches Melodram ohne attraktive Charaktere und keinem Versuch, sich selbst zu erklären“.